# سلافكو جولوجا
سلافكو جولوجا (بالكرواتية: Slavko Goluža) مواليد 17 سبتمبر 1971 في استولاك، جمهورية يوغوسلافيا الاشتراكية الاتحادية، هو لاعب كرة يد كرواتي معتزل أصبح مدرباً. شارك في دورة الألعاب الأولمبية الصيفية سنة 1996.

## تمثيل المنتخب
مثل منتخب بلاده في البطولات التالية:
- بطولة العالم لكرة اليد للرجال 2015
- بطولة أوروبا لكرة اليد للرجال 2012
- بطولة أوروبا لكرة اليد للرجال 2014
- الألعاب الأولمبية الصيفية 2012

## الإنجازات
كلاعب
- دوري أبطال أوروبا لكرة اليد
  - الفوز (2): 1991-92، 1992–93
  - الوصافة(3): 1994-95، 1996–97، 1997–98
- كأس السوبر الأوروبية (1): 1993
- كأس أبطال الكؤوس الأوروبية الوصافة (1): 2005
- كأس أوروبا لكرة اليد
  - الفوز (1): 2000
  - الوصافة(2): 2001
- الدوري المجري لكرة اليد (1): 2003-04

كمدرب
- الدوري الكرواتي لكرة اليد (1): 2012-13
- دوري الجنوب الشرقي لكرة اليد (1): 2012-13

## روابط خارجية
- سلافكو جولوجا على موقع الاتحاد الأوروبي لكرة اليد (الإنجليزية)
- سلافكو جولوجا على موقع اللجنة الأولمبية الدولية (الإنجليزية)
- سلافكو جولوجا على موقع أوليمبيديا (الإنجليزية)
- سلافكو جولوجا على موقع اللجنة الأولمبية الكرواتية (مؤرشف) (الكرواتية)